# Francesco Nerli (1594-1670)
Francesco Nerli, o Velho (Florença, 1594 - Roma, 6 de novembro de 1670) foi um cardeal do século XVII

## Biografia
Nasceu em Florença em 1594. De família nobre. Filho de Federico, senador, e Costanza de' Nobili. Ele tinha um irmão, Giulio, conhecido no meio florentino por sua cultura científica; e um irmão mais novo, Pietro (1597-1678). Tio do cardeal Francesco Nerli, o Jovem (1673).
Fez um longo processo de formação nas Universidades de Perugia, Bolonha e Pisa, onde se formou em direito em 1618. Desde a juventude, interessou-se não só pelo direito civil e canônico, mas também pelas ciências matemáticas e naturais, tanto que que Vincenzo Viviani o contará entre os discípulos de Galileu Galilei. Ele também foi membro da Accademia della Crusca com o nome acadêmico de dotati (talentoso).
Nos anos vinte do século XVII mudou-se para Roma, onde, sob sua orientação, secretário do auditor da Rota Matteo Buratti, aperfeiçoou o estudo do direito. Foi então auditor primeiro do cardeal Roberto Ubaldini, também florentino, durante sua legação em Bolonha (1623-1627), depois do cardeal Carlo de 'Medici. Só numa idade relativamente avançada iniciou a carreira curial, escolha que parece ligada a uma estratégia mais abrangente da sua família, e em particular do seu irmão Pietro, grande banqueiro ao serviço da Santa Sé, depositário geral e empreiteiro dos costumes pontifícios. Foi auditor geral dos cardeais Roberto Ubaldini, legado em Bolonha, e Carlo de Medici. Referendário dos Tribunais da Assinatura Apostólica.
Ordenado em agosto de 1649.
Eleito bispo de Pistoia, em 15 de fevereiro de 1650, com dispensa por ter sido ordenado sacerdote há menos de seis meses. Consagrada, em 6 de junho de 1650, capela paulina do Palácio do Quirinale, Roma, pelo cardeal Giacomo Panciroli, auxiliado por Giovanni Rinuccini, arcebispo de Fermo, e por Luca Torregiani, arcebispo de Ravena. Ele não residiu na diocese por muito tempo e continuou a exercer seus ofícios curiais. Promovido à sé metropolitana de Florença, em 16 de dezembro de 1652, a pedido expresso do Grão-Duque; ele fez sua entrada solene na cidade em junho de 1653. Secretário de Breves dos Príncipes, 1660-1669.
Criado cardeal sacerdote no consistório de 29 de novembro de 1669. Participou do conclave de 1669-1670, que elegeu o Papa Clemente X. Recebeu o barrete vermelho e o título de S. Bartolomeo all'Isola, em 19 de maio de 1670.
Morreu em Roma em 6 de novembro de 1670, perto da 1 da manhã, no seu palácio romano junto à igreja de S. Onofrio no monte Gianicolo . Exposto na igreja de S. Giovanni de' Fiorentini, Roma, onde o funeral ocorreu em 8 de novembro de 1670, e enterrado na capela de Ss. Cosma e Damiano naquela igreja.